# Elberfeld
Elberfeld a fost până la data de  1 august 1929 unul dintre cele patru orașe care prin unificarea lor au format orașul Wuppertal din Rheinland. Azi Elberfeld este subîmpărțit în 3 cartiere: Elberfeld, Elberfeld-West și Uellendahl-Katernberg, situate în nord-vestul orașului Wuppertal.

## Personalități născute aici
- Julius Plücker (1801 - 1868), matematician, fizician;
- Else Lasker-Schüler (1869 - 1945), scriitoare evreică;
- Kurt Wissemann (1893 - 1917), pilot de luptă, as al aviației;
- Carl Grossberg (1894 - 1940), arhitect, pictor;
- Arno Breker (1900 - 1991), arhitect, sculptor;
- Herbert Runge (1913 - 1986), pugilist;
- Alice Schwarzer (n. 1942), activistă feministă.

Coordonate: 51° 15′ N, 7° 9′ E